# Зубрицький Володимир Степанович
Володимир Степанович Зубрицький, більш відомий як Володя Зубрицький (1904, Катеринодар — 1998, Київ) — відомий в історії цирку вундеркінд.

## Біографія
Народився в 1904 році в місті Катеринодарі в сім'ї циркового гімнаста. Його батько, Степан Олександрович Зубрицький, працював у провінційних балаганах. Разом з ним в акробатичному номері брали участь і його сини — Володя і Жорж. П'ятирічний Володя виконував з зав'язаними очима по десять задніх сальто поспіль, щоразу приходячи на підстелений на арені носовичок. Володя умів робити стійку на одній руці і піднімати важкі гирі.
Під час одного з виступів батько Володі зірвався з трапеції, сильно розбився, і його циркова кар'єра закінчилася. До цього часу Зубрицький-старший уже знав, що у Володі — надзвичайний дар швидко рахувати в умі. Виявилося це майже випадково. Коли Володі було п'ять років, батько помітив, що маленький син дуже легко справляється з арифметичними завданнями, які насилу вирішував його старший брат — школяр. Батько прорепетирував сина і був просто вражений його несподіваною пам'яттю і кмітливістю. Унікальні здібності хлопчика могли принести хороший дохід. Зрозумівши це він найняв репетитора, склали програму виступів, і доля Володі була вирішена остаточно.
Продаж феномена почали влітку 1912 року в волзьких містах, Саратові, Нижньому Новгороді.

«Поспішайте побачити великий дар природи. Вся історія Росії з її хронологією в пам'яті цієї дитини».

 — сповіщали афіші.
Виступи Володі проходили з гучним успіхом. На манеж виходив хлопчик, одягнений у костюм з матроських коміром, з відпущеним волоссям, підстриженим на лобі чубчиком. З ним виходив чоловік середніх років і, представивши Володю глядачам, пропонував давати завдання. Публіка називала числа. Володя, лише трохи подумавши, помножував чотиризначне число на чотиризначне, в розумі зводив до степеня, добував з великих чисел квадратні і кубічні корені. На чорній дошці креслили крейдою так звану таблицю Діаманді — квадрат, розділений на 25 клітин. У кожній клітці писали цифру (від нуля до дев'ятки). Володя якийсь час уважно дивився на таблицю, запам'ятовував її в пам'яті, і потім, не дивлячись на дошку перераховував написані цифри в будь-якому порядку, в будь-якому рядку і по діагоналі, складав їх порядково і всі цифри разом.
Далі починалася так звана історична частина програми. На прохання глядачів Володя називав роки різних видатних історичних подій, демонструючи свою феноменальну пам'ять. І навпаки, називав події, які припадали на ті чи інші роки. Міг, і теж майже не замислюючись, сказати, який день тижня припадає на таке-то число такого-то місяця давним-давно минулого року.
У вересні 1912 року Володю Зубрицького привезли на гастролі до Москви, де вони теж пройшли з великим успіхом у цирку Нікітіних, а наприкінці жовтня прибули в Петербург. Він виступав у столиці на арені знаменитого цирку Чинізеллі. Гастролі вундеркінда в Петербурзі тривали більшу частину листопада.
Вихований на жорстоких звичаях цирку, суворий і строгий батько Володі не знав жалю, поспішав заробити на чудових здібностях сина як можна більше. Він змушував його виступати по декілька разів на день і не тільки в цирку, але і в гімназіях, в інститутах благородних дівиць, на різних вечорах. Вчитися в школі Володя не міг, було ніколи. Проте в Києві батько вже будував просторий кам'яний будинок і найняв власного імпресаріо.
З початком першої світової війни Зубрицького-старшого мобілізували на фронт, і виступи юного циркового математика припинилися. Поступово ім'я Володимира Зубрицького забулося. У 13 років Володя записався добровольцем в червоноармійський батальйон. Потім служив розвідником на бронепоїзді. Був поранений у голову і контужений. Підлікувавшись, знову воював. До 1921 року служив у флоті. Не раз відмінна пам'ять допомагала йому і в житті, і на службі. Він майже ніколи не користувався записником. Все міцно відкладалося в його голові.

Могила Володимира Зубрицького

З Громадянської війни повернувся до Києва. Подумував знову стати артистом, але вже не відчував у собі тих здібностей, того дару, який так блищав раніше, тому вступив матросом-рятувальником на водну станцію, а пізніше став головою київського Товариства рятування на водах.
Під час радянсько-німецької війни воював на тральщиках і бронекатерах. У 1943 році знову було поранення. Дослужився до звання капітана 3-го рангу. Нагороджений орденами Червоної Зірки, Вітчизняної війни, медалями.
Помер у 1998 році. Похований в Києві на Звіринецькому кладовищі.